# Aye (Dio ft. Sef)
Aye is een Nederlandstalig hiphopnummer van de Nederlandse rappers Dio en Sef.

## Videoclip
De clip is opgenomen in Brooklyn (New York) en ademt de sfeer van old-school hip-hop uit, wat onder andere tot uitdrukking komt in de kleding die gedragen wordt. De beeldkwaliteit is met opzet matig en in het beeld zijn de nodige storingen te zien waardoor het lijkt alsof deze met amateuristische middelen is opgenomen en gemonteerd. Door het begin en het eind lijkt het alsof de clip op een videoband is opgenomen waar voor die tijd een pornofilm op stond.
De vier elementen van hiphop (DJ'ing, MC'ing, breakdancing en graffiti) worden expliciet uitgebeeld. Verder worden er sneakers en een muziekcassette getoond.

## Tracklist
- 01. Aye met Sef
- 02. Probleem

## Notering
| "Aye" in de Nederlandse Top 40 - binnen: 04-04-2009 | "Aye" in de Nederlandse Top 40 - binnen: 04-04-2009 | "Aye" in de Nederlandse Top 40 - binnen: 04-04-2009 | "Aye" in de Nederlandse Top 40 - binnen: 04-04-2009 | "Aye" in de Nederlandse Top 40 - binnen: 04-04-2009 | "Aye" in de Nederlandse Top 40 - binnen: 04-04-2009 | "Aye" in de Nederlandse Top 40 - binnen: 04-04-2009 |
| Week                                                | 1                                                   | 2                                                   | 3                                                   | 4                                                   | 5                                                   |                                                     |
| --------------------------------------------------- | --------------------------------------------------- | --------------------------------------------------- | --------------------------------------------------- | --------------------------------------------------- | --------------------------------------------------- | --------------------------------------------------- |
| Nummer                                              | 36                                                  | 32                                                  | 29                                                  | 26                                                  | 38                                                  | uit                                                 |

| "Aye" in de Nederlandse Single Top 100 - binnen: 11-04-2009 | "Aye" in de Nederlandse Single Top 100 - binnen: 11-04-2009 | "Aye" in de Nederlandse Single Top 100 - binnen: 11-04-2009 | "Aye" in de Nederlandse Single Top 100 - binnen: 11-04-2009 | "Aye" in de Nederlandse Single Top 100 - binnen: 11-04-2009 | "Aye" in de Nederlandse Single Top 100 - binnen: 11-04-2009 | "Aye" in de Nederlandse Single Top 100 - binnen: 11-04-2009 | "Aye" in de Nederlandse Single Top 100 - binnen: 11-04-2009 | "Aye" in de Nederlandse Single Top 100 - binnen: 11-04-2009 | "Aye" in de Nederlandse Single Top 100 - binnen: 11-04-2009 |
| Week                                                        | 1                                                           | 2                                                           | 3                                                           | 4                                                           | 5                                                           | 6                                                           | 7                                                           | 8                                                           |                                                             |
| ----------------------------------------------------------- | ----------------------------------------------------------- | ----------------------------------------------------------- | ----------------------------------------------------------- | ----------------------------------------------------------- | ----------------------------------------------------------- | ----------------------------------------------------------- | ----------------------------------------------------------- | ----------------------------------------------------------- | ----------------------------------------------------------- |
| Nummer                                                      | 26                                                          | 34                                                          | 33                                                          | 42                                                          | 58                                                          | 68                                                          | 81                                                          | 92                                                          | uit                                                         |

## Op albums
Albums
-Rock en Roll (Dio 2008)
Mixtapes
-Tijdmachine Mixtape (Dio 2008)
-Top Notch Extravaganza II (The Flexican en Gino Pietermaai 2009)

## Prijzen en nominaties
-TMF Awards
In 2009 werd de single genomineerd voor een TMF Awards in de categorie:
- Beste Clip

Dio en Sef wonnen de prijs.
-State Awards 2009
In 2009 werd de single óók genomineerd voor een State Awards in de categorie:
- Beste Clip

Deze wonnen ze niet.